# Linde Merckpoel
Linde Merckpoel (Hamme, 17 oktober 1984) is een Vlaamse televisie- en radiomaker. Ze is een vlogger bij de  openbare televisiezender Eén en radiopresentatrice bij radiozender Studio Brussel.

## Biografie
Merckpoel volgde middelbaar onderwijs aan het Sint-Lodewijkscollege (Lokeren) en studeerde vervolgens verder aan het Herman Teirlinck Instituut te Antwerpen. In 2006 won ze als laatstejaarsstudente de Radio 747-Publieksprijs die wordt uitgereikt bij de RVU Radioprijs met haar reportage "Gele laarzen".
Merckpoel had circa 10 jaar (tot 2017) een relatie met presentator Gilles De Coster.
In 2020 kreeg Merckpoel een dochter samen met haar vriend Jef. In 2023 kreeg ze een tweede dochter.
Op 29 januari 2025 kondigden ze hun verloving aan via sociale media. Linde vroeg Jef ten huwelijk op vakantie met hun dochters.

## Carrière

### Radio
Haar carrière bij de VRT-radio begon in juli 2007 bij de VRT-nieuwsdienst als nieuwslezer bij Studio Brussel en Radio Donna. Vanaf september 2008 werd ze actief bij Studio Brussel als radiopresentator.
Bij Music for Life zamelde ze in december 2008 geld in door samen met Sam De Bruyn met een opgemaakt bed te liften van het Zweedse glazen huis in Malmö naar het glazen huis in Gent. In december 2009 toerde ze samen met Tomas De Soete in een klein glazen huisje rond voor de volgende editie van deze actie. In december 2010 verkocht Merckpoel sjaals voor Music for Life.
In de sportzomer van 2012 presenteerde ze samen met Stijn Vlaeminck elke weekdag tussen 12 en 13 uur Studio Sport bij Studio Brussel. Het sportprogramma volgde De middag draait door op, het toenmalige muziekprogramma van Lisa Smolders. Na de zomer, vanaf 3 september 2012 was ze te horen als medepresentator van Sam De Bruyn in zijn vooravondprogramma Zet 'm Op Sam. Enkele dagen later, op 7 september, ging haar eigen programma op Studio Brussel van start: Café De Linde, dat elke vrijdagavond de overgang naar de weekendprogrammatie maakte.
In het najaar van 2013 had Merckpoel haar eigen laatavondprogramma op Studio Brussel: Linde Late Night. Het programma was te horen tussen 22u en 24u. In december was ze een van de drie presentatoren van Music For Life 2013. Vanaf 6 januari 2014 presenteert ze Linde Live, het vooravondblok van de zender elke werkdag van 16u tot 18u. Joris Lenaerts is haar sidekick.
Tijdens het radioseizoen 2015-2016 presenteerde ze op Studio Brussel het programma At Your Service.
Vanaf het radioseizoen 2016-2017 presenteerde ze elke werkdag Linde Staat Op, het ochtendblok van 6 tot 9u. Hierbij werd ze in de eerste twee seizoenen bijgestaan door sidekick Bram Willems, en vanaf september 2018 door Jonas Decleer. In januari 2019 maakte Merckpoel bekend dat de vernieuwing van Studio Brussel in februari van dat jaar ook het einde betekende van haar ochtendshow. Ze gaat zich namelijk volledig toeleggen op het maken van vlogs en draagt de fakkel van de ochtendshow over aan Michèle Cuvelier. #Linde is het label voor tweewekelijkse video's op haar YouTube-kanaal. Daarin komen verhalen aan bod die haar intrigeren en zo inhoudelijke thema's aanbrengen waaruit de interactie met de Studio Brussel-volgers vloeit.
Vanaf september 2020 maakt Merckpoel niet langer vlogs voor Studio Brussel, maar wel voor Vlaamse televisiezender Eén.
Vanaf september 2023 presenteert Linde terug op Studio Brussel, opnieuw op vrijdagavond, dit keer van 16u tot 18u in haar programma Los Het Op!

### Televisie
Ze deed mee in het zevende seizoen van de televisiequiz De Slimste Mens ter Wereld op de VRT-televisiezender Eén. Ze deed opnieuw mee in het vijftiende seizoen in 2017. Met 4 deelnames (en 3 overwinningen) op haar naam mocht Merckpoel terugkeren in de finaleweken, waar ze in de eerste aflevering verloor.
Haar televisiedebuut volgde in 2014, als een van de reporters in het reality- en reisprogramma Manneken Pis.
In 2024 deed ze mee aan De Expeditie Namibië.

## Trivia
- Samen met rapduo Safi & Spreej heeft ze onder het pseudoniem Vuurtoren een eerste single uitgebracht met als titel Appels van Oranje. Het nummer bevat een sample van "Arme Joe", een nummer van Will Tura.
- In 2017 deed Merckpoel mee aan De Slimste Mens ter Wereld. Haar deelname stopte bij de eerste aflevering van de finaleweken.
- Merckpoel begon op 25 augustus 2017 een wekelijkse vlog, Linde Vlogt, waarvan elke zaterdag een nieuwe aflevering verschijnt.
- In 2015 sprak Merckpoel de stem in van Joy (Plezier) in de Vlaamse versie van de Disney Pixar animatiefilm Inside Out ('Binnenstebuiten').
- In 2018 sprak Merckpoel de stem in van de nieuwspresentator in de Vlaamse versie van de Disney animatiefilm Ralph Breaks the Internet.